# Carsten Niemitz
Carsten Niemitz (* 29. September 1945 in Dessau) ist ein deutscher Anatom, Verhaltensforscher, Umweltschützer, Human- und Evolutionsbiologe.

## Leben und Wirken
Niemitz studierte Biologie, Mathematik, Medizin und Kunstgeschichte an den Universitäten Gießen, Freiburg, Göttingen und an der Freien Universität Berlin. Im Jahr 1970 erlangte er seinen Abschluss als Diplombiologe. Von 1968 bis 1971 war er Mitarbeiter am Frankfurter Max-Planck-Institut für Hirnforschung. 1971 bis 1973 verbrachte er im Urwald von Sarawak auf Borneo. Nach seiner Rückkehr nach Deutschland wurde er 1974 im Fach Biologie promoviert. 1975 erhielt er die Lehrbefugnis für Anatomie und war bis 1978 Assistent am Anatomischen Institut der Universität Göttingen. Im Alter von 32 Jahren wurde er auf eine Professur für Humanbiologie an der Freien Universität Berlin berufen, die er als Leiter des Instituts bis zu seiner Emeritierung 2010 innehatte.
1987 wurde Niemitz Berater der IUCN durch Aufnahme in die Species Survival Commission. 1993 erhielt er außerdem einen Ruf auf eine Professur für das Fach Zoologie an die Universität Essen und war Gastprofessor für Spezielle Zoologie und Evolutionsbiologie an der Universität Potsdam. Er ist Gründungsmitglied des Interdisziplinären Zentrums für Historische Anthropologie an der Freien Universität Berlin. Während einer Forschungsreise 1991 in Sulawesi entdeckte er die Primatenart Tarsius dianae. 1996 brachte er in der Anthropologischen Gesellschaft eine Initiative zum Verzicht auf den Gebrauch des Begriffs der Rasse ein, der später offiziell von der Gesellschaft beschlossen wurde. 2000 erreichte er den 2. Platz bei der Verleihung des Communicator-Preises der Deutschen Wissenschaft durch die DFG und die Studienstiftung der Deutschen Wissenschaft.
Experimentell konnte Niemitz nachweisen, dass es Käfer gibt, die hören können und wie Totengräberkäfer mit ihren Larven akustisch kommunizieren.
Durch vergleichende Untersuchungen von über 20 Primatentaxa wies er nach, welche mechanischen Beanspruchungen der Haut zu bestimmten Mustern der Papillarleisten von Primaten geführt haben. Dies schließt auch die Evolution von Hautmustern an Händen und Füßen des Menschen ein. Neben vielen Untersuchungen auf den Gebieten der Freilandforschung an Primaten und der Biomechanik, bildete die Evolution von Sprache und Schrift des Menschen mit Untersuchungen zur Kommunikation der Menschenaffen einen seiner Forschungsschwerpunkte. So gehörte er zu jenen, welche die Theorie von Mimik und Gestik als Vorläufer menschlicher Schriftkompetenz schon früh vertraten. Seine These lautete verkürzt, dass die Fähigkeit zu lesen und zu schreiben biologisch älter ist als jene der Sprache, weil solche visuelle Kommunikation erst später von vokal-akustischen Signalen ergänzt wurde. In den späten achtziger und den neunziger Jahren gehörte er zu den eindringlichen Warnern vor dem Raubbau an tropischen Regenwäldern. Seit 2000 entwickelte Niemitz eine „amphibische Theorie“ der Evolution der aufrechten menschlichen Haltung und des aufrechten Gangs, wonach „es in einer Periode unserer Evolution gerade das Waten und die Ufernutzung waren, die den heutigen Menschen nachhaltig und wesentlich mitgestaltet haben“. Die sehr viel weiter gehende Wasseraffen-Theorie, die eine echte aquatische (wasserlebende) Phase in der Evolution – der Hominisation – annimmt, lehnt Niemitz ab. Seine praktischen Erfahrungen dafür rühren neben der anatomischen Arbeit und den Freilanduntersuchungen vor allem von Forschungsreisen, zum Beispiel zum Amazonas- und Kongobecken. Die Evolutionstheorie wurde 2011 verfilmt. Insbesondere seit 2010 trat Niemitz auch mit forensischen Publikationen hervor. Seit 2017 ist er fast nur noch als Umweltschützer tätig. Seine Publikationsliste zählt ca. 400 Titel mit einer ganzen Reihe von Büchern. Daneben ist er auch als Lehrbuchübersetzer sowie als Radio-, Film- und Fernsehautor aktiv geworden.

## Mitgliedschaften
Niemitz ist Mitglied vieler Fachgesellschaften. Ab 1992 war er Stellvertretender Vorsitzender, von 1994 bis 1998 Vorsitzender der Anthropologischen Gesellschaft und 2008–2010 Vorsitzender der Berliner Gesellschaft für Anthropologie, Ethnologie und Urgeschichte (BGAEU). In den Jahren 1992–2014 war er stellvertretender Vorsitzender der Urania Kulturgemeinschaft in Berlin, einem Zentrum für den Austausch von Wissenschaft und Öffentlichkeit. Er richtete gemeinsam mit Nils Seethaler und Benjamin P. Lange 2010 die 11. MVE-Jahrestagung in Berlin aus. Er ist seit 2013 Schirmherr des Fördervereins der Julius-Riemer-Sammlung im Museum der städtischen Sammlungen im Zeughaus in Lutherstadt Wittenberg. Niemitz ist Mitglied der Jury zur Verleihung des Albert Einstein World Award of Science.

## Dedikationsnamen
2019 wurde die Koboldmaki-Art Tarsius niemitzi von den Togianinseln nach Carsten Niemitz benannt.

## Ehrungen
Im August 2023 erhielt Niemitz den zweijährig verliehenen Blunck-Umweltpreis der Stiftung Herzogtum Lauenburg.

## Werkauswahl
- Zur Biometrie der Gattung Tarsius Storr, 1780 (Tarsiiformes, Tarsiidae). Eine funktionsmorphologische Studie als Beitrag zur Systematik und Phylogenie der Koboldmakis unter Verwendung elektronischer Rechenmittel mit dem Versuch einer Synopse morphologischer und ethologischer Ergebnisse. Dissertation Gießen 1974.
- Zur Funktionsmorphologie und Biometrie der Gattung Tarsius Storr, 1780 (Mammalia, Primates, Tarsiidae). Herleitung von Evolutionsmechanismen bei einem Primaten. (= Courier Forschungsinstitut Senckenberg. 25). 1977, DNB 780552660.
- Erbe und Umwelt. Zur Natur von Anlage und Selbstbestimmung des Menschen. Verlag Suhrkamp, Frankfurt am Main 1987, ISBN 3-518-28246-8.
- Das Regenwaldbuch. Verlag Parey, Berlin / Hamburg 1990, ISBN 3-489-53434-4.
- The evolution of the upright posture and gait – a review and new synthesis. In: Naturwissenschaften. Nr. 3, 2010, S. 241–263. doi:10.1007/s00114-009-0637-3
- mit Sigrun Niemitz: Genforschung und Gentechnik. Ängste und Hoffnungen. Springer Verlag, Berlin 1999.
- Das Geheimnis des aufrechten Gangs. Unsere Evolution verlief anders. C.H. Beck, München 2004, ISBN 3-406-51606-8.
- Brennpunkte und Perspektiven der aktuellen Anthropologie = Focuses and perspectives of modern physical anthropology. Verlag Leidorf, 2006, ISBN 3-86757-141-4.
- mit K. Kreutz und H. Walther: Wider den Rassenbegriff in der Anwendung auf den Menschen. In: Anthropologischer Anzeiger. Nr. 4, 2006, S. 463–464.
- Die Menschheit retten? Packen wir's an! Oekom Verlag, München 2019. ISBN 978-3-96238-165-3

## Film
- Das Geheimnis des aufrechten Gangs. Dokumentarfilm, Deutschland, 2011, 43 Min., Regie: Ingo Knopf, Jo Siegler, Produktion: Maakii Filmproduktion, WDR, arte (Inhaltsangabe von arte)